# Satanik
Satanik è un personaggio dei fumetti creato negli anni sessanta da Max Bunker e dal disegnatore Magnus, già creatori del personaggio di Kriminal, e protagonista della omonima serie edita dall'Editoriale Corno dal 1964 al 1974. Appartenente al filone del fumetto nero italiano, di cui rappresenta il capostipite con Kriminal e Diabolik, a differenza di questi ultimi introduce anche aspetti tipici del genere horror, soprattutto per la presenza di tematiche legate al soprannaturale, e una componente erotica, più marginale nelle altre due testate. Fu il primo personaggio femminile del fumetto italiano a raggiungere un successo duraturo che porterà a pubblicare oltre duecento numeri in circa un decennio. Dal fumetto è stato tratto un film nel 1968.

## Biografia del personaggio
Marny Bannister è una giovane chimica con il viso orribilmente sfigurato da una voglia (angioma infantile). Grazie ad una formula di sua invenzione riesce a trasformarsi in una bellissima vamp. Per ottenere la bella vita che il suo aspetto le ha sempre negato, dopo la trasformazione nella splendida Satanik, non esita a sfruttare la propria avvenenza per irretire gli uomini e sfruttarli. Il soggetto è chiaramente ispirato a Lo strano caso del dottor Jekyll e del signor Hyde di Robert Louis Stevenson dove lo scienziato modifica il suo aspetto fisico e la sua natura per mezzo di una pozione.
Satanik risulta essere per l'epoca un personaggio innovativo prima di tutto per la scelta come protagonista di una donna estremamente libera ed emancipata e anche per la malvagità sadica con cui elimina gli uomini, dopo essersi approfittata di loro, e chiunque tenti di intralciarla. Marny Bannister è una strega che incarna gli incubi dell'immaginario maschile di fronte ai primi segnali di emancipazione della donna. Nonostante il suo potere Marny cela un'intima debolezza perché la sua trasformazione è comunque temporanea e legata all'assunzione di una pozione, poi sostituita da irraggiamenti di una speciale luce laser, i cui effetti sono di breve durata e al cui termine Marny riprende il suo originario aspetto. Il personaggio di Satanik risultava in contrasto con la morale dell'epoca più di Kriminal e di Diabolik, in quanto i "buoni" non vincono, ma vengono uccisi proprio come i cattivi e l'unica che vince sempre è una donna che ha rinunciato a qualsiasi morale per raggiungere i propri scopi.

## Storia editoriale
(Max Bunker in Notizie di libri e cultura del Corriere della Sera)
La serie esordisce pubblicata dall'Editoriale Corno nel dicembre 1964 col primo numero intitolato La legge del male, pochi mesi dopo il debutto di Kriminal in quanto l'editore, visto il successo di quest'ultimo, decise di lanciare un altro fumetto nero con protagonista una versione femminile di Kriminal, anche se con delle differenze sostanziali. Il personaggio era comunque già pronto da tempo e quindi si pensò non fosse necessario aspettare ancora. La serie è composta da 231 albi di formato tascabile tipico del genere, pubblicati tra il 1964 e il 1974; le copertine furono realizzate tra gli altri anche da Luigi Corteggi. Per la ricorrenza del 40º anniversario è stato successivamente pubblicato l'inedito Sbattito d'ali di vampiro.
La serie venne pubblicata per 231 volumi dal dicembre 1964 al novembre 1974 con periodicità mensile dal n. 1 al n. 5, quindicinale dal n. 6 al n. 212 e di nuovo mensile dal n. 213 al n. 231. Tutte le sceneggiature fino al numero 201 sono state firmate da Max Bunker con l'esclusione dei numeri 45 e dal 51 al 55 che sono state realizzate da Erasmo Buzzacchi. Dal 202 fino alla chiusura sono di  Maria Grazia Perini. 
Successivamente alla chiusura della testata, la serie è stata parzialmente ristampata in nuove edizioni.
| titolo                       | editore              | periodo                    | note                                                                                            |
| ---------------------------- | -------------------- | -------------------------- | ----------------------------------------------------------------------------------------------- |
| Raccolta Satanik             | Editoriale Corno     | dal giugno 1973            | – supplemento a Satanik – ristampe dal n. 1 al n. 14                                            |
| Speciale Satanik             | Editoriale Corno     | Editoriale Corno           | – supplemento a Gruppo TNT n. 123 – ristampa dei numeri 49, 50, 55                              |
| Satanik                      | Max Bunker Magazines | aprile – luglio 1984       | – primi quattro numeri, con Satanik e storie di Stanton e George Pichard                        |
| Satanik Special              | Max Bunker Magazines | luglio 1984                | – suppl. a Satanik n. 4                                                                         |
| Satanik Collezione           | Max Bunker Magazines | febbraio 1985              | – raccolta dei quattro numeri di Satanik e di Satanik Special – supplemento ad Alan Ford n. 188 |
| Satanik Collezione           | Max Bunker Magazines | aprile 1986                | – raccolta dei quattro numeri di Satanik e di Satanik Special n supplemento ad Alan Ford n. 202 |
| Satanik - serie del 25º anno | Max Bunker Press,    | dicembre 1989 - marzo 1992 | – ristampa dei volumi dal n. 1 al n. 27                                                         |

## Controversie e giudizi critici
A seguito di accese campagne censorie e di interrogazioni parlamentari volte a garantire la difesa della moralità dei giovani lettori e finalizzate alla messa al bando di queste pubblicazioni ci furono denunce e sequestri da parte della magistratura italiana. Questo spinse gli autori a modificarne alcuni aspetti, arrivando a mettere Satanik al servizio della legge, sfumando gli aspetti più horror delle sue storie. Nonostante il clima censorio, una diffusa ostilità da parte dei benpensanti e la dicitura in copertina di «fumetti per adulti», il successo fu eclatante. Satanik arrivò a vendere 200 000 copie mentre Kriminal arrivò a 300.000. Dino Buzzati ammise che li leggeva: dei fumetti scrisse «Tecnicamente parlando, non sono male», attribuendo loro il dono «della rapidità e della sintesi», che soddisfano le esigenze del pubblico stufo di «romanzi faticosi», dove «non succede mai niente». Leonardo Sinisgalli affermò di coglierne l'«umorismo particolare» e il gusto del grottesco di Bunker, esaltato dal tratto originale di Magnus. I fumetti noir per adulti avevano raggiunto una propria dignità e riconoscimento di critica e di pubblico, capace d’influenzarne gli sviluppi per gli anni a seguire. A Satanik sarebbe stato debitore in parte il fumetto erotico e soprattutto quello a sfondo occultistico, come per esempio Dylan Dog.

## Altri media
Cinema
- Satanik (1968) lungometraggio diretto da Pietro Vivarelli e con Magda Konopka nel ruolo della protagonista[4]. A differenza della serie a fumetti nella conclusione della pellicola Satanik muore. Un connotato che andò perduto nella trasposizione cinematografica fu lo stile grottesco che caratterizzava le storie disegnate e lo stesso Secchi la boccia senza appello: «Erano film molto modesti con budget ridotto, prodotti di seconda fascia. Io sono dell'idea che, o si fanno dei film con grossi investimenti come oggi per i supereroi Marvel e Dc Comics, oppure è meglio non farli.»[1].[13]
- Satanik - Il volto del male (2003) mediometraggio diretto da Giacomo Dirmano.[14]